# Бодренко, Максим Владимирович
Максим Владимирович Бодренко (1 февраля 1979, Москва, СССР) — российский футболист, игрок в мини-футбол. Известен выступлениями за подмосковный клуб «Спартак-Щёлково» и югорский клуб «Газпром-Югра». Провёл два матча за сборную России по мини-футболу.

## Биография
Бодренко является воспитанником московской «Дины». В ней же он и дебютировал в профессиональном мини-футболе. Несколько лет Максим выступал в составе именитого московского клуба, пока в начале 2004 года не перешёл в «Спартак-Щёлково». Вскоре он выиграл в составе подмосковного клуба кубок России. На счету Бодренко победный гол в финальном матче.
В конце 2005 года Максим был вызван в сборную России по мини-футболу. В её составе он провёл два товарищеских матча против сборной Италии.
В 2007 году Бодренко перешёл в югорский клуб «ТТГ-Югра». Первый сезон он стабильно играл в составе югорцев, однако впоследствии довольно редко выходил на паркет по причине череды травм.

## Достижения
- Обладатель Кубка России по мини-футболу 2005